# Julius von Soden
Friedrich Julius Heinrich von Soden, född den 4 december 1754 i Ansbach, död den 13 juli 1831 i Nürnberg, var en tysk greve och skriftställare.
von Soden vistades länge som preussiskt sändebud i den frankiska kretsens huvudort Nürnberg och ledde från 1804 en teater i Würzburg. Han skrev de av samtiden omtyckta skådespelen Inez de Castro (1784), Anna Boleyn (1794), Doktor Faust (1797), Die deutsche Hausmutter (1798) med flera. Hans mest betydande verk är dock Geist der peinlichen Gesetzgebung Deutschlands (ny upplaga 1792) och Die Nationalökonomie (9 band, 1805–1824). En monografi om von Soden som dramatiker skrevs av Otto Hachtmann (1902).